# Buffalo (Minnesota)
Buffalo és una població dels Estats Units a l'estat de Minnesota. Segons el cens del 2000 tenia 10.097 habitants.

## Demografia
Segons el cens del 2000, Buffalo tenia 10.097 habitants, 3.702 habitatges, i 2.583 famílies. La densitat de població era de 646,5 habitants per km².
Dels 3.702 habitatges en un 40,1% hi vivien nens de menys de 18 anys, en un 55,9% hi vivien parelles casades, en un 10,6% dones solteres, i en un 30,2% no eren unitats familiars. En el 24,9% dels habitatges hi vivien persones soles el 9,9% de les quals corresponia a persones de 65 anys o més que vivien soles. El nombre mitjà de persones vivint en cada habitatge era de 2,63 i el nombre mitjà de persones que vivien en cada família era de 3,17.
Per edats la població es repartia de la següent manera: un 29,2% tenia menys de 18 anys, un 8,7% entre 18 i 24, un 32,8% entre 25 i 44, un 18% de 45 a 60 i un 11,3% 65 anys o més.
L'edat mediana era de 32 anys. Per cada 100 dones de 18 o més anys hi havia 91,7 homes.
La renda mediana per habitatge era de 49.573 $ i la renda mediana per família de 59.250 $. Els homes tenien una renda mediana de 39.960 $ mentre que les dones 27.793 $. La renda per capita de la població era de 21.424 $. Entorn del 4,6% de les famílies i el 5,1% de la població estaven per davall del llindar de pobresa.